# Cittadella di Jaca
La Cittadella di Jaca, chiamata nel XIX secolo Castello di San Pedro, è una roccaforte del tipo fortificazione all'italiana che si trova a Jaca, nella provincia di Huesca.

## Storia e descrizione
Fu ordinata da Filippo II alla fine del 1592 dopo i gravi disordini avvenuti con la fuga di Antonio Pérez e come parte della strategia difensiva contro la Francia, impedendo il passaggio degli Ugonotti attraverso i Pirenei. Questa strategia includeva, tra gli altri, il Forte di Santa Elena e la Ciudadela de Pamplona. La sua costruzione fu affidata all'ingegnere italiano Tiburzio Spannocchi. Dichiarato monumento storico-artistico il 28 giugno 1951, è stato restaurato nel 1968.

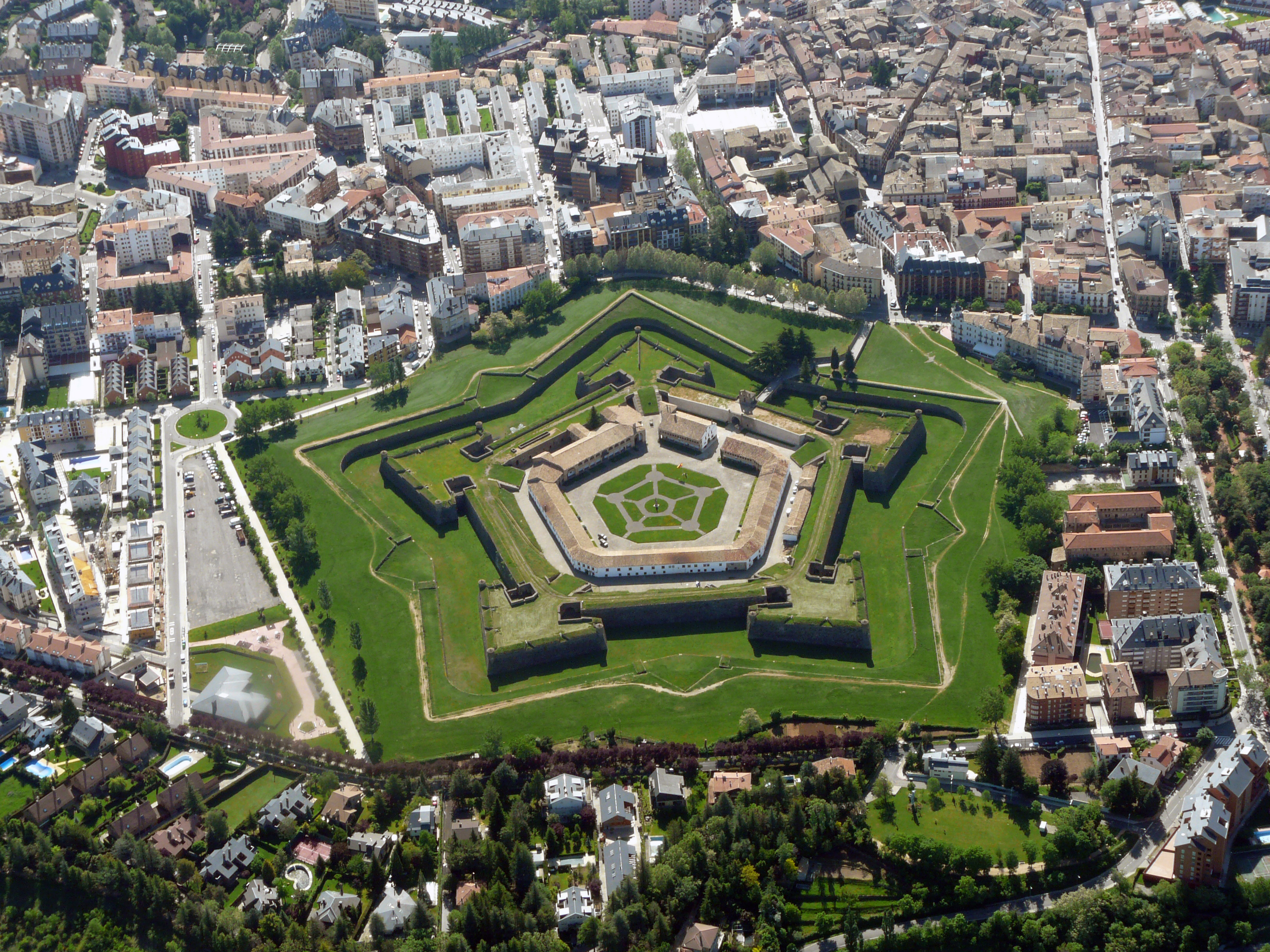
Vista aerea della caratteristica pianta pentagonale

La fortezza ha una caratteristica struttura a stella a cinque punte ed è praticamente intatta dalla sua costruzione. All'interno vi è una grande piazza pentagonale, attorno alla quale si i vari edifici del forte e la cappella della cittadella che è la chiesa di San Pedro costruita nel XVIII secolo.